# Dogărești, Alba
Dogărești este un sat în comuna Bucium din județul Alba, Transilvania, România.